# Phalsbourg
Phalsbourg là một xã trong vùng Grand Est, thuộc tỉnh Moselle, quận Sarrebourg, tổng Phalsbourg. Tọa độ địa lý của xã là 48° 46' vĩ độ bắc, 07° 15' kinh độ đông. Phalsbourg nằm trên độ cao trung bình là m mét trên mực nước biển, có điểm thấp nhất là 200 mét và điểm cao nhất là 384 mét. Xã có diện tích 13,1 km², dân số vào thời điểm 2004 là 4630 người; mật độ dân số là 353,4 người/km².

## Thông tin nhân khẩu
| 1962  | 1968  | 1975  | 1982  | 1990  | 1999  |
| ----- | ----- | ----- | ----- | ----- | ----- |
| 3.343 | 3.379 | 3.905 | 3.848 | 4.189 | 4.499 |